# Copa Italia 2018-19
La Copa Italia 2018–19 (en italiano: Coppa Italia y oficialmente: TIM Cup, por razones de patrocinio) fue la 72.ª edición del torneo. Se inició el 29 de julio de 2018 y finalizó el 15 de mayo de 2019.
La Lazio se consagró campeón de la edición al vencer 2-0 al Atalanta.

## Sistema de juego
En el sistema de juego participaron 78 equipos (20 de Serie A, 22 de Serie B, 27 de Serie C y 9 de Serie D), al igual que en las diez ediciones anteriores.
La competición es totalmente a eliminación directa. Con la excepción de las semifinales, todas las rondas se juegan a partido único, y en estos existe la posibilidad de tiempo extra y tanda de penaltis, para definir los encuentros si es necesario. Las semifinales se juegan a doble partido (encuentros de ida y vuelta), con el mecanismo de las Copas de Europa, es decir, en el caso de empate después de 180 minutos avanza el equipo que anotó el mayor número de goles en los dos partidos; si igualan en el número de goles marcados, entonces se define por la regla de gol visitante. Sí también existe igualdad en los goles marcados fuera de casa se procede con el tiempo extra y si persiste el empate se definirá por penales.
A partir de esta temporada se introduce el sorteo del campo, de las últimas ocho rondas, en caso de partidos entre los equipos de la Serie A. Además, en caso de tiempo extra, se permitirá un reemplazo adicional para los equipos, como ya ocurrió en la Copa Mundial de Fútbol de 2018. Se confirma el uso de los sistemas de detección automática de goles y el VAR desde octavos de final.
- Los 8 mejores clasificados de la Serie A de la temporada anterior avanzan directamente hasta Octavos de final.

- Los demás equipos de Serie A entran en tercera fase previa.

- Los equipos de Serie B entran en la segunda fase previa.

- Los equipos de Serie C y D que participan, juegan desde la primera ronda previa.

## Fases previas

### Segunda fase previa
En esta fase entran los equipos de Serie B 2018-19 y también están los equipos que clasificaron de la primera previa.
| 4 de agosto | Ascoli | 0:4 | Viterbese Castrense |  |  |

| 4 de agosto | Trapani | 1:2 | Cosenza |  |  |

| 4 de agosto | Carpi | 0:2 | Ternana |  |  |

| 4 de agosto | Spezia | 2:1 | Sambenedettese |  |  |

| 5 de agosto | Venezia | 0:1 | Südtirol |  |  |

| 5 de agosto | Benevento | 3:1 | Imolese |  |  |

| 5 de agosto | Cittadella | 1:0 | Monopoli |  |  |

| 5 de agosto | Livorno | 1:1 (7-6 p.) | Casertana |  |  |

| 5 de agosto | Virtus Entella | 3:0 | Siena |  |  |

| 5 de agosto | Pescara | 2:2 (4-3 p.) | Pordenone |  |  |

| 5 de agosto | Brescia | 1:1 (4-1 p.) | Pro Vercelli |  |  |

| 5 de agosto | Perugia | 1:3 | Novara |  |  |

| 5 de agosto | Palermo | 2:2 (6-5 p.) | Vicenza |  |  |

| 5 de agosto | Padova | 1:0 | Monza |  |  |

| 5 de agosto | Hellas Verona | 4:1 | Juve Stabia |  |  |

| 5 de agosto | Cremonese | 3:3 (2-4 p.) | Pisa |  |  |

| 5 de agosto | Salernitana | 6:1 | Rezzato |  |  |

| 5 de agosto | Foggia | 1:3 | Catania |  |  |

| 5 de agosto | Crotone | 4:0 | Giana Erminio |  |  |

| 7 de agosto | Lecce | 1:0 | FeralpiSalò |  |  |

### Tercera fase previa
En esta fase juegan los equipos ganadores de la ronda anterior y entran los equipos de Serie A, excepto los 8 primeros de la temporada anterior.
| 11 de agosto | Udinese            | 1:2 (1:1, 1:0) (t. s.) | Benevento                               |  |  |
|              | - Darwin Machís 6' |                        | - 68' Nicolas Viola - 104' Andrés Tello |  |  |

| 11 de agosto | Genoa                  | 4:0 (4:0) | Lecce |  |  |
|              | - Piatek 2' 9' 19' 37' |           |       |  |  |

| 12 de agosto | Chievo Verona | 1:0 (0:0) | Pescara |  |  |
|              | - Rigoni 56'  |           |         |  |  |

| 12 de agosto | Spezia | 0:1 (0:0) | SPAL          |  |  |
|              |        |           | - 46' Petagna |  |  |

| 12 de agosto | Catania                       | 2:0 (2:0) | Hellas Verona |  |  |
|              | - Silvestri 33' - Marotta 41' |           |               |  |  |

| 12 de agosto | Virtus Entella | 2:0 (2:0) | Salernitana |  |  |

| 12 de agosto | Brescia                               | 2:2 (2:2, 1:0) (t. s.)(2:3 p.) | Novara                        |  |  |
|              | - A. Donnarumma 10' - Torregrossa 49' |                                | - 71' Schiavi - 81' Sciaudone |  |  |

| 12 de agosto | Parma | 0:1 (0:1) | Pisa            |  |  |
|              |       |           | - 28' Zammarini |  |  |

| 12 de agosto | Empoli | 0:3 (0:1) | Cittadella                       |  |  |
|              |        |           | - 16' 54' Scappini - 65' Finotto |  |  |

| 12 de agosto | Livorno | 0:1 (0:0) | Crotone      |  |  |
|              |         |           | - 61' Rohdén |  |  |

| 12 de agosto | Sampdoria    | 1:0 (0:0) | Viterbese Castrense |  |  |
|              | - Jankto 75' |           |                     |  |  |

| 12 de agosto | Cagliari            | 2:1 (1:0) | Palermo           |  |  |
|              | - Pavoletti 31' 73' |           | - 52' Nestorovski |  |  |

| 12 de agosto | Frosinone | 0:2 (0:1) | Sudtirol                          |  |  |
|              |           |           | - 40' Constantino - 89' Turchetta |  |  |

| 12 de agosto | Sassuolo | 5:1 (4:0) | Ternana |  |  |

| 12 de agosto | Torino                                      | 4:0 (2:0) | Cosenza |  |  |
|              | - Baselli 9' - Belotti 28' 66' - Rincón 67' |           |         |  |  |

| 12 de agosto | Bologna                    | 2:0 (0:0) | Padova |  |  |
|              | - Džemaili 70' - Dijks 77' |           |        |  |  |

### Cuarta fase previa
| 5 de diciembre | Sampdoria                                | 2:1 (0:1) | SPAL                |  |  |
|                | Grégoire Defrel 46' · Dawid Kownacki 82' |           | Sergio Floccari 34' |  |  |

| 5 de diciembre | Sassuolo                                    | 2:1 (1:1) | Catania         |  |  |
|                | Alessandro Matri 14' · Manuel Locatelli 80' |           | Fran Brodić 41' |  |  |

| 5 de diciembre | Pisa                                  | 2:3 (1:1) | Novara                                                        |  |  |
|                | Michele Marconi 16' · Davide Bove 53' |           | Diego Peralta 22' · Francesco Lisi 72' · Jacopo Manconi 90+1' |  |  |

| 5 de diciembre | Cittadella | 0:1 (0:0) | Benevento             |  |  |
|                |            |           | Filipo Bandinelli 77' |  |  |

| 5 de diciembre | Torino                                 | 2:0 (1:0) | Südtirol |  |  |
|                | Roberto Soriano 24' · Simone Edera 81' |           |          |  |  |

| 5 de diciembre | Genoa | 3:3 (2:2, 1:1) (t. s.)(6:7 p.) | Virtus Entella |  |  |
|                | Krzysztof Piątek 27' 86' · Gianluca Lapadula 110'                                                                                      |                                | Simone Icardi 20' 83' · Krisztián Adorján 120+2'                                                                                      |  |  |
|                | | Tiros desde el punto penal     | |  |  |
|                | Daniel Bessa · Miguel Veloso · Sandro Raniere · Davide Birashi · Krzysztof Piątek · Ervin Zukanović · Rômulo Souza · Gianluca Lapadula |                                | Dany Mota · Luca Nizzetto · Riccardo Baroni · Francesco Belli · Andrea Paolucci · Manuel Di Paola · Simone Icardi · Krisztián Adorján |  |  |

| 5 de diciembre | Bologna                                          | 3:0 (1:0) | Crotone |  |  |
|                | Riccardo Orsolini 40' 67' · Diego Falcinelli 56' |           |         |  |  |

| 5 de diciembre | Chievo Verona   | 1:2 (1:1) | Cagliari                              |  |  |
|                | Mehdi Léris 18' |           | Alberto Cerri 8' · Fabio Pisacane 68' |  |  |

## Fase final
|  | Octavos de final | Octavos de final |       |            | Cuartos de final | Cuartos de final |  |            | Semifinales | Semifinales | Semifinales | Semifinales |  |       | Final | Final |
|  |                  |                  |       |            |                  |                  |  |            |             |             |             |             |  |       |       |       |
|  | Sampdoria        | 0                |       |            |                  |                  |  |            |             |             |             |             |  |       |       |       |
|  | Milan            | 2                |       |            |                  |                  |  |            |             |             |             |             |  |       |       |       |
|  | Milan            | 2                |       | Milan      | 2                |                  |  |            |             |             |             |             |  |       |       |       |
|  |                  |                  |       | Milan      | 2                |                  |  |            |             |             |             |             |  |       |       |       |
|  |                  | Napoli           | 0     |            |                  |                  |  |            |             |             |             |             |  |       |       |       |
|  | Napoli           | Napoli           | 0     | 2          |                  |                  |  |            |             |             |             |             |  |       |       |       |
|  | Napoli           |                  |       | 2          |                  |                  |  |            |             |             |             |             |  |       |       |       |
|  | Sassuolo         | 0                |       |            |                  |                  |  |            |             |             |             |             |  |       |       |       |
|  | Sassuolo         | 0                |       |            |                  |                  |  | Milan      | 0           | 0           | 0           |             |  |       |       |       |
|  |                  |                  |       |            |                  |                  |  | Milan      | 0           | 0           | 0           |             |  |       |       |       |
|  |                  | Lazio            | 0     | 1          | 1                |                  |  |            |             |             |             |             |  |       |       |       |
|  | Lazio            | Lazio            | 0     | 1          | 1                | 4                |  |            |             |             |             |             |  |       |       |       |
|  | Lazio            |                  |       |            |                  | 4                |  |            |             |             |             |             |  |       |       |       |
|  | Novara           | 1                |       |            |                  |                  |  |            |             |             |             |             |  |       |       |       |
|  | Novara           | 1                |       | Lazio      | 1 (4)            |                  |  |            |             |             |             |             |  |       |       |       |
|  |                  |                  |       | Lazio      | 1 (4)            |                  |  |            |             |             |             |             |  |       |       |       |
|  |                  | Internazionale   | 1 (3) |            |                  |                  |  |            |             |             |             |             |  |       |       |       |
|  | Internazionale   | Internazionale   | 1 (3) | 6          |                  |                  |  |            |             |             |             |             |  |       |       |       |
|  | Internazionale   |                  |       | 6          |                  |                  |  |            |             |             |             |             |  |       |       |       |
|  | Benevento        | 2                |       |            |                  |                  |  |            |             |             |             |             |  |       |       |       |
|  | Benevento        | 2                |       |            |                  |                  |  |            |             |             |             |             |  | Lazio | 2     |       |
|  |                  |                  |       |            |                  |                  |  |            |             |             |             |             |  | Lazio | 2     |       |
|  |                  | Atalanta         | 0     |            |                  |                  |  |            |             |             |             |             |  |       |       |       |
|  | Torino           | Atalanta         | 0     | 0          |                  |                  |  |            |             |             |             |             |  |       |       |       |
|  | Torino           |                  |       | 0          |                  |                  |  |            |             |             |             |             |  |       |       |       |
|  | Fiorentina       | 2                |       |            |                  |                  |  |            |             |             |             |             |  |       |       |       |
|  | Fiorentina       | 2                |       | Fiorentina | 7                |                  |  |            |             |             |             |             |  |       |       |       |
|  |                  |                  |       | Fiorentina | 7                |                  |  |            |             |             |             |             |  |       |       |       |
|  |                  | Roma             | 1     |            |                  |                  |  |            |             |             |             |             |  |       |       |       |
|  | Roma             | Roma             | 1     | 4          |                  |                  |  |            |             |             |             |             |  |       |       |       |
|  | Roma             |                  |       | 4          |                  |                  |  |            |             |             |             |             |  |       |       |       |
|  | Virtus Entella   | 0                |       |            |                  |                  |  |            |             |             |             |             |  |       |       |       |
|  | Virtus Entella   | 0                |       |            |                  |                  |  | Fiorentina | 3           | 1           | 4           |             |  |       |       |       |
|  |                  |                  |       |            |                  |                  |  | Fiorentina | 3           | 1           | 4           |             |  |       |       |       |
|  |                  | Atalanta         | 3     | 2          | 5                |                  |  |            |             |             |             |             |  |       |       |       |
|  | Bologna          | Atalanta         | 3     | 2          | 5                | 0                |  |            |             |             |             |             |  |       |       |       |
|  | Bologna          |                  |       |            |                  | 0                |  |            |             |             |             |             |  |       |       |       |
|  | Juventus         | 2                |       |            |                  |                  |  |            |             |             |             |             |  |       |       |       |
|  | Juventus         | 2                |       | Juventus   | 0                |                  |  |            |             |             |             |             |  |       |       |       |
|  |                  |                  |       | Juventus   | 0                |                  |  |            |             |             |             |             |  |       |       |       |
|  |                  | Atalanta         | 3     |            |                  |                  |  |            |             |             |             |             |  |       |       |       |
|  | Cagliari         | Atalanta         | 3     | 0          |                  |                  |  |            |             |             |             |             |  |       |       |       |
|  | Cagliari         |                  |       | 0          |                  |                  |  |            |             |             |             |             |  |       |       |       |
|  | Atalanta         | 2                |       |            |                  |                  |  |            |             |             |             |             |  |       |       |       |

### Octavos de final
| 12 de enero de 2019 | Bologna | 0:2 (0:1) | Juventus                   | Estadio Renato Dall'Ara, Bolonia, Emilia-Romaña |                               |
|                     |         | Reporte   | 9' Bernardeschi · 49' Kean | Árbitro(s): Federico La Penna                   | Árbitro(s): Federico La Penna |

| 12 de enero de 2019 | Lazio                                                        | 4:1 (4:0) | Novara            | Estadio Olímpico, Roma, Lacio |                               |
|                     | Luis Alberto 12' · Immobile 20' 35' · Milinković-Savić 45+3' | Reporte   | Eusepi 49' (pen.) | Árbitro(s): Eugenio Abbatista | Árbitro(s): Eugenio Abbatista |

| 12 de enero de 2019 | Sampdoria | 0:2 (0:0, 0:0) (t. s.)(0:2 t. s.) | Milan             | Estadio Luigi Ferraris, Génova, Liguria |                             |
|                     |           | Reporte                           | Cutrone 102' 108' | Árbitro(s): Fabricio Pazqua             | Árbitro(s): Fabricio Pazqua |

| 13 de enero de 2019 | Torino | 0:2 (0:0) | Fiorentina       | Estadio Olímpico, Turín, Piamonte |                            |
|                     |        | Reporte   | Chiesa 87' 90+2' | Árbitro(s): Rosario Abisso        | Árbitro(s): Rosario Abisso |

| 13 de enero de 2019 | Internazionale                                                          | 6:2 (3:0) | Benevento                       | Estadio Giuseppe Meazza, Milán, Lombardía |                          |
|                     | Icardi 3' (pen.) · Candreva 7' 90+5' · Dalbert 45+1' · Martínez 48' 66' | Reporte   | R. Insigne 58' · Bandinelli 74' | Árbitro(s): Antonio Giua                  | Árbitro(s): Antonio Giua |

| 13 de enero de 2019 | Napoli                      | 2:0 (1:0) | Sassuolo | Estadio San Paolo, Nápoles, Campania |                            |
|                     | Milik 15' · Fabián Ruiz 74' | Reporte   |          | Árbitro(s): Daniele Chiffi           | Árbitro(s): Daniele Chiffi |

| 14 de enero de 2019 | Cagliari | 0:2 (0:0) | Atalanta                   | Arena Cerdeña, Cagliari, Cerdeña |                             |
|                     |          | Reporte   | Zapata 88' · Pasalic 90+3' | Árbitro(s): Marco Piccinini      | Árbitro(s): Marco Piccinini |

| 14 de enero de 2019 | Roma                                        | 4:0 (2:0) | Virtus Entella | Estadio Olímpico, Roma, Lacio |                               |
|                     | Schick 1' 47' · Marcano 45+2' · Pastore 75' | Reporte   |                | Árbitro(s): Aleandro Di Paolo | Árbitro(s): Aleandro Di Paolo |

### Cuartos de final
| 29 de enero de 2019 | Milan          | 2:0 (2:0) | Napoli | San Siro, Milán, Lombardía   |                              |
|                     | Piątek 11' 27' | Reporte   |        | Árbitro(s): Piero Giacomelli | Árbitro(s): Piero Giacomelli |

| 30 de enero de 2019 | Fiorentina                                                     | 7:1 (3:1) | Roma        | Artemio Franchi, Florencia, Toscana |                                  |
|                     | Chiesa 7' 18' 74' · Muriel 33' · Benassi 66' · Simeone 79' 89' | Reporte   | Kolarov 28' | Árbitro(s): Gianluca Manganiello    | Árbitro(s): Gianluca Manganiello |

| 30 de enero de 2019 | Atalanta                        | 3:0 (2:0) | Juventus | Atleti Azzurri d'Italia, Bérgamo, Lombardía |                             |
|                     | - Castagne 37' - Zapata 39' 86' | Reporte   |          | Árbitro(s): Fabrizio Pasqua                 | Árbitro(s): Fabrizio Pasqua |

| 31 de enero de 2019 | Internazionale                                     | 1:1 (0:0, 0:0) (t. s.)(3:4 p.) | Lazio                                        | Giuseppe Meazza, Milán, Lombardía |                            |
|                     | Icardi 120+5' (pen.)                               | Reporte                        | Immobile 108'                                | Árbitro(s): Rosario Abisso        | Árbitro(s): Rosario Abisso |
|                     |                                                    | Tiros desde el punto penal     |                                              |                                   |                            |
|                     | Brozović · Martínez · Icardi · Soares · Nainggolan |                                | Immobile · Durmisi · Parolo · Acerbi · Leiva |                                   |                            |

### Semifinales
| 26 de febrero de 2019 | Lazio | 0:0     | Milan | Estadio Olímpico, Roma, Lacio |                            |
|                       |       | Reporte |       | Árbitro(s): Daniele Orsato    | Árbitro(s): Daniele Orsato |

| 27 de febrero de 2019 | Fiorentina                            | 3:3 (2:2) | Atalanta                                 | Artemio Franchi, Florencia, Toscana |                              |
|                       | Chiesa 33' · Benassi 36' · Muriel 79' | Reporte   | A. Gómez 16' · Pasalic 18' · De Roon 58' | Árbitro(s): Piero Giacomelli        | Árbitro(s): Piero Giacomelli |

| 24 de abril de 2019 | Milan | 0:1 (0:0) | Lazio      | Estadio San Siro, Milán, Lombardía |                                    |
|                     |       | Reporte   | Correa 58' | Árbitro(s): Paolo Silvio Mazzoleni | Árbitro(s): Paolo Silvio Mazzoleni |

| 25 de abril de 2019 | Atalanta                         | 2:1 (1:1) | Fiorentina | Atleti Azzurri d'Italia, Bérgamo, Lombardía |                                 |
|                     | Ilicic 14' (pen.) · A. Gómez 69' | Reporte   | Muriel 3'  | Árbitro(s): Gianpaolo Calvarese             | Árbitro(s): Gianpaolo Calvarese |

### Final
| 15 de mayo de 2019, 20:45 | Lazio                             | 2:0 (0:0) | Atalanta | Estadio Olímpico, Roma, Lacio |                        |
|                           | Milinković-Savić 82' · Correa 90' | Reporte   |          | Árbitro(s): Luca Banti        | Árbitro(s): Luca Banti |

| 1          | Guardameta     | Thomas Strakosha |  |
| 3          | Defensa        | Luiz Felipe      |  |
| 33         | Defensa        | Francesco Acerbi |  |
| 15         | Defensa        | Bastos           |  |
| 77         | Centrocampista | Adam Marušić     |  |
| 16         | Centrocampista | Marco Parolo     |  |
| 6          | Centrocampista | Lucas Leiva      |  |
| 10         | Centrocampista | Luis Alberto     |  |
| 19         | Centrocampista | Senad Lulić      |  |
| 11         | Delantero      | Joaquín Correa   |  |
| 17         | Delantero      | Ciro Immobile    |  |
| Entrenador | Entrenador     | Simone Inzaghi   |  |

| 95         | Guardameta     | Pierluigi Gollini    |  |
| 6          | Defensa        | José Luis Palomino   |  |
| 19         | Defensa        | Berat Djimsiti       |  |
| 5          | Defensa        | Andrea Masiello      |  |
| 33         | Centrocampista | Hans Hateboer        |  |
| 11         | Centrocampista | Remo Freuler         |  |
| 15         | Centrocampista | Marten de Roon       |  |
| 21         | Centrocampista | Timothy Castagne     |  |
| 10         | Centrocampista | Alejandro Gómez      |  |
| 72         | Delantero      | Josip Iličić         |  |
| 91         | Delantero      | Duván Zapata         |  |
| Entrenador | Entrenador     | Gian Piero Gasperini |  |

| 26 | Defensa        | Ştefan Radu             | 36' |
| 20 | Delantero      | Felipe Caicedo          | 66' |
| 21 | Centrocampista | Sergej Milinković-Savić | 78' |

| 99 | Delantero      | Musa Barrow   | 84' |
| 8  | Centrocampista | Robin Gosens  | 84' |
| 88 | Centrocampista | Mario Pašalić | 85' |

| Anotado | 82' | Sergej Milinković-Savić | 1-0 |
| Anotado | 90' | Joaquín Correa          | 2-0 |

| Amonestado | 24' | Bastos       |
| Amonestado | 39' | Senad Lulić  |
| Amonestado | 57' | Lucas Leiva  |
| Amonestado | 87' | Adam Marušić |

| Amonestado | 37' | Andrea Masiello |
| Amonestado | 41' | Duván Zapata    |
| Amonestado | 81' | Remo Freuler    |

| Árbitro             | Luca Banti          |
| Árbitros asistentes | Gianluca Vuoto      |
| Árbitros asistentes | Lorenzo Manganelli  |
| Cuarto árbitro      | Fabio Maresca       |
| VAR                 | Gianpaolo Calvarese |
| Adicional VAR       | Giorgio Peretti     |

| 1          | Guardameta     | Thomas Strakosha |  |
| 3          | Defensa        | Luiz Felipe      |  |
| 33         | Defensa        | Francesco Acerbi |  |
| 15         | Defensa        | Bastos           |  |
| 77         | Centrocampista | Adam Marušić     |  |
| 16         | Centrocampista | Marco Parolo     |  |
| 6          | Centrocampista | Lucas Leiva      |  |
| 10         | Centrocampista | Luis Alberto     |  |
| 19         | Centrocampista | Senad Lulić      |  |
| 11         | Delantero      | Joaquín Correa   |  |
| 17         | Delantero      | Ciro Immobile    |  |
| Entrenador | Entrenador     | Simone Inzaghi   |  |

| 95         | Guardameta     | Pierluigi Gollini    |  |
| 6          | Defensa        | José Luis Palomino   |  |
| 19         | Defensa        | Berat Djimsiti       |  |
| 5          | Defensa        | Andrea Masiello      |  |
| 33         | Centrocampista | Hans Hateboer        |  |
| 11         | Centrocampista | Remo Freuler         |  |
| 15         | Centrocampista | Marten de Roon       |  |
| 21         | Centrocampista | Timothy Castagne     |  |
| 10         | Centrocampista | Alejandro Gómez      |  |
| 72         | Delantero      | Josip Iličić         |  |
| 91         | Delantero      | Duván Zapata         |  |
| Entrenador | Entrenador     | Gian Piero Gasperini |  |

| 26 | Defensa        | Ştefan Radu             | 36' |
| 20 | Delantero      | Felipe Caicedo          | 66' |
| 21 | Centrocampista | Sergej Milinković-Savić | 78' |

| 99 | Delantero      | Musa Barrow   | 84' |
| 8  | Centrocampista | Robin Gosens  | 84' |
| 88 | Centrocampista | Mario Pašalić | 85' |

| Anotado | 82' | Sergej Milinković-Savić | 1-0 |
| Anotado | 90' | Joaquín Correa          | 2-0 |

| Amonestado | 24' | Bastos       |
| Amonestado | 39' | Senad Lulić  |
| Amonestado | 57' | Lucas Leiva  |
| Amonestado | 87' | Adam Marušić |

| Amonestado | 37' | Andrea Masiello |
| Amonestado | 41' | Duván Zapata    |
| Amonestado | 81' | Remo Freuler    |

| Árbitro             | Luca Banti          |
| Árbitros asistentes | Gianluca Vuoto      |
| Árbitros asistentes | Lorenzo Manganelli  |
| Cuarto árbitro      | Fabio Maresca       |
| VAR                 | Gianpaolo Calvarese |
| Adicional VAR       | Giorgio Peretti     |

|           |
|           |
| Campeón   |
| Lazio     |
| 7º título |

| Predecesor: Copa Italia 2017-18 | Copa Italia 2018-19 | Sucesor: Copa Italia 2019-20 |

- Datos: Q55080808